# 佩代罗巴
佩代罗巴（義大利語：Pederobba），是意大利威尼托大区特雷维索省的一个市镇。总面积29.32平方公里，人口7565人，人口密度258.0人/平方公里（2009年）。国家统计（ISTAT）代码为026056。

## 友好城市
- 法國 大埃唐日 1982年
- 巴西雅庫廷加 2008年